# Рене Еберле
Рене Еберле (фр. René Eberle; 8 листопада 1891, Лінц — 21 березня 1945) — австрійський і німецький офіцер, генерал-лейтенант вермахту. Кавалер Німецького хреста в сріблі.

## Біографія
18 серпня 1911 року вступив у австро-угорську армію. Учасник Першої світової війни. Після війни продовжив службу в австрійській армії. З 1 серпня 1937 по 25 березня 1938 року — військово-повітряний аташе в Угорщині та Румунії. Після аншлюсу 15 березня 1938 року автоматично перейшов у вермахт. З 25 березня 1938 року — начальник штабу 2-ї австрійської дивізії. З 1 серпня 1938 року — в штабі Інспекції комплектування у Відні, з 10 листопада 1938 року — Інспекції східних укріплень. З 15 березня 1939 року — вищий офіцер інженерних військ на Східних земельних укріпленнях.
З 26 серпня 1939 року — начальник генштабу 24-го вищого командування. 20 грудня 1940 року відправлений у резерв ОКГ. З 14 березня 1941 року — командир 17-го вищого будівельного штабу. 20 грудня 1941 року знову відправлений у резерв ОКГ. З 1 червня 1942 року — командир інженерних укріплень 1. 14 грудня 1943 року знову відправлений у резерв ОКГ і відряджений у інспекцію західних земельних укріплень, з 1 лютого 1944 року — інспектор цієї інспекції. Загинув під час авіанальоту. Похований на почесній частині Головного цвинтаря Карлсруе (могила 81).

## Звання
- Лейтенант (18 серпня 1911)
- Обер-лейтенант (1 серпня 1914)
- Гауптман (1 листопада 1917)
- Титулярний майор (9 липня 1921)
- Штабс-гауптман (23 червня 1923)
- Майор (9 жовтня 1926)
- Оберст-лейтенант (8 вересня 1932)
- Оберст (17 червня 1935)
- Генерал-майор (1 квітня 1941)
- Генерал-лейтенант (10 вересня 1943)

## Нагороди
- Пам'ятний хрест 1912/13
- Медаль «За військові заслуги» (Австро-Угорщина)
  - бронзова з мечами
  - 2 срібних з мечами
- Хрест «За військові заслуги» (Австро-Угорщина) 3-го класу з військовою відзнакою і мечами
- Військовий Хрест Карла
- Залізний хрест 2-го класу
- Пам'ятна військова медаль (Австрія) з мечами
- Срібний почесний знак «За заслуги перед Австрійською Республікою»
- Хрест «За вислугу років» (Австрія) 2-го класу для офіцерів (25 років)
- Пам'ятна військова медаль (Угорщина) з мечами
- Почесний хрест ветерана війни з мечами
- Медаль «За вислугу років у Вермахті» 4-го, 3-го, 2-го і 1-го класу (25 років)
- Хрест Воєнних заслуг 2-го і 1-го класу з мечами
- Німецький хрест в сріблі (10 березня 1944)